# Mistrzostwa Europy U-19 w Piłce Nożnej Kobiet 2024 (eliminacje)
Eliminacje do Mistrzostw Europy U-17 w piłce nożnej kobiet rozpoczną się 24 października 2022. Eliminacje miały na celu wyłonienie siedmiu drużyn, które obok gospodarza, reprezentacji Litwy zagrają w turnieju finałowym. Piłkarki mające mniej niż 19 lat są dopuszczone do gry.

## Format eliminacji
Eliminacje są podzielone na dwie rundy. W Lidze A znajdują się drużyny wg poprzednich eliminacji lepsze, a w Lidze B - słabsze. Odpowiednie miejsce w danej grupie daje awans do określonej ligi w danej rundzie.
| Runda 1             | Runda 2             | Runda 2            | Turniej główny        |
| ------------------- | ------------------- | ------------------ | --------------------- |
| Liga A (28 drużyn)  | Liga B (23 drużyny) | Liga A (28 drużyn) | (8 drużyn), na Litwie |
| Liga B (23 drużyny) | Liga B (23 drużyny) | Liga A (28 drużyn) | (8 drużyn), na Litwie |

## Losowanie grup Rundy 1
Losowanie zostało przeprowadzone dnia 16 czerwca 2023.
Według zasad do jednej grupy nie mogły trafić reprezentacje Bośni i Harcegowiny i Kosowa oraz Armenii i Azerbejdżanu.

### Liga A
Grało tutaj 28 zespołów, które grały w poprzedniej edycji w Lidze A, oraz zespoły, które w zeszłej edycji awansowały z Ligi B. Gwiazdką zaznaczono drużyny, które awansowały do Ligi A.
| Koszyk 1                                                                                     |
| -------------------------------------------------------------------------------------------- |
| Niemcy U-19 Hiszpania U-19 Francja U-19 Austria U-19 Holandia U-19 Islandia U-19 Czechy U-19 |

| Koszyk 2                                                                                    |
| ------------------------------------------------------------------------------------------- |
| Portugalia U-19 Włochy U-19 Dania U-19 Finlandia U-19 Serbia U-19 Irlandia U-19 Anglia U-19 |

| Koszyk 3                                                                                |
| --------------------------------------------------------------------------------------- |
| Polska U-19 Szwecja U-19 Belgia U-19 Norwegia U-19 Węgry U-19 Grecja U-19 Białoruś U-19 |

| Koszyk 4 |
| --- |
| Szkocja U-19* Walia U-19* Irlandia Północna U-19* Turcja U-19* Izrael U-19* Wyspy Owcze U-19* Czarnogóra U-19* |

### Liga B
Grały tutaj 23 zespoły, które grały w poprzedniej edycji w Lidze B, oraz zespoły, które w zeszłej edycji spadły z Ligi A. Gwiazdką zaznaczono drużyny, które spadły do Ligi B.
Uwaga! Litwa miała zapewnione miejsce w turnieju, niezależnie od wyniku w eliminacjach.
| Koszyk 1                                                                                              |
| --- |
| Szwajcaria U-19* Ukraina U-19* Słowenia U-19* Bośnia i Hercegowina U-19* Bułgaria U-19* Rumunia U-19* |

| Koszyk 2                                                                                   |
| ------------------------------------------------------------------------------------------ |
| Chorwacja U-19 Słowacja U-19 Macedonia Północna U-19 Kosowo U-19 Estonia U-19 Albania U-19 |

| Koszyk 3 |
| --- |
| Litwa U-19 Mołdawia U-19 Kazachstan U-19 Armenia U-19 Łotwa U-19 Azerbejdżan U-19 Gruzja U-19 Liechtenstein U-19 Cypr U-19 Gibraltar U-19 Luksemburg U-19 |

## Runda 1
W przypadku równej liczby punktów, zespoły są klasyfikowane według następujących zasad.
1. liczba punktów zdobytych w meczach między tymi drużynami,
2. różnica bramek strzelonych w meczach tych drużyn,
3. bramki zdobyte w meczach tych drużyn,
4. bramki na wyjeździe zdobyte w meczach tych drużyn,
5. jeśli więcej niż dwie drużyny miały identyczny dorobek i po zastosowaniu powyższych zasad wciąż co najmniej dwie drużyny mają identyczny dorobek, powyższe zasady stosuje się ponownie tylko dla zainteresowanych drużyn. Jeśli nie da to rozstrzygnięcia i wciąż dwie drużyny będą miały identyczny dorobek stosuje się zasady poniżej,
6. różnica bramek we wszystkich meczach grupowych,
7. liczba strzelonych bramek we wszystkich meczach grupowych,
8. liczba strzelonych bramek we wszystkich meczach wyjazdowych,
9. liczba wygranych meczów w fazie grupowej,
10. liczba wygranych meczów wyjazdowych w fazie grupowej,
11. liczba kar indywidualnych we wszystkich meczach (1 punkt za żółtą kartkę, 3 punkty za czerwoną kartkę (również tą za dwie żółte kartki)),
12. pozycja w rankingu UEFA.

Legenda do tabelek
- Pkt – liczba punktów
- M – liczba meczów
- W – wygrane
- R – remisy
- P – porażki
- Br+ – bramki zdobyte
- Br- – bramki stracone
- +/- – różnica bramek

### Grupa A1
Wszystkie mecze tej grupy rozgrywane są we Francji.
| Reprezentacja          | M | W | R | P | Br+ | Br- | +/- | Pkt. |
| ---------------------- | - | - | - | - | --- | --- | --- | ---- |
| Francja U-19           | 3 | 3 | 0 | 0 | 7   | 0   | +7  | 9    |
| Włochy U-19            | 3 | 2 | 0 | 1 | 4   | 3   | +1  | 6    |
| Węgry U-19             | 3 | 0 | 1 | 2 | 2   | 4   | -2  | 1    |
| Irlandia Północna U-19 | 3 | 0 | 1 | 2 | 1   | 8   | -7  | 1    |

### Grupa A2
Wszystkie mecze tej grupy rozgrywane są w Walii.
| Reprezentacja | M | W | R | P | Br+ | Br- | +/- | Pkt. |
| ------------- | - | - | - | - | --- | --- | --- | ---- |
| Anglia U-19   | 3 | 3 | 0 | 0 | 9   | 1   | +8  | 9    |
| Czechy U-19   | 3 | 2 | 0 | 1 | 5   | 1   | +4  | 6    |
| Grecja U-19   | 3 | 1 | 0 | 2 | 3   | 4   | -1  | 3    |
| Walia U-19    | 3 | 0 | 0 | 3 | 1   | 12  | -11 | 0    |

### Grupa A3
Wszystkie mecze tej grupy rozgrywane są w Austrii.
| Reprezentacja   | M | W | R | P | Br+ | Br- | +/- | Pkt. |
| --------------- | - | - | - | - | --- | --- | --- | ---- |
| Austria U-19    | 3 | 3 | 0 | 0 | 9   | 1   | +8  | 9    |
| Dania U-19      | 3 | 1 | 1 | 1 | 10  | 3   | +7  | 4    |
| Polska U-19     | 3 | 1 | 1 | 1 | 6   | 5   | +1  | 4    |
| Czarnogóra U-19 | 3 | 0 | 0 | 3 | 0   | 16  | -16 | 0    |

### Grupa A4
| Reprezentacja  | M | W | R | P | Br+ | Br- | +/- | Pkt. |
| -------------- | - | - | - | - | --- | --- | --- | ---- |
| Niemcy U-19    | 3 | 2 | 1 | 0 | 12  | 2   | +10 | 7    |
| Finlandia U-19 | 3 | 2 | 1 | 0 | 5   | 1   | +4  | 7    |
| Norwegia U-19  | 3 | 1 | 0 | 2 | 8   | 5   | +3  | 3    |
| Izrael U-19    | 3 | 0 | 0 | 3 | 1   | 18  | −17 | 0    |

### Grupa A5
Wszystkie mecze tej grupy rozgrywane są w Szwecji.
| Reprezentacja   | M | W | R | P | Br+ | Br- | +/- | Pkt. |
| --------------- | - | - | - | - | --- | --- | --- | ---- |
| Hiszpania U-19  | 3 | 3 | 0 | 0 | 16  | 1   | +15 | 9    |
| Szwecja U-19    | 3 | 2 | 0 | 1 | 3   | 3   | 0   | 6    |
| Portugalia U-19 | 3 | 1 | 0 | 2 | 8   | 10  | -2  | 3    |
| Turcja U-19     | 3 | 0 | 0 | 3 | 0   | 13  | -13 | 0    |

### Grupa A6
| Reprezentacja    | M | W | R | P | Br+ | Br- | +/- | Pkt. |
| ---------------- | - | - | - | - | --- | --- | --- | ---- |
| Holandia U-19    | 3 | 3 | 0 | 0 | 15  | 1   | +14 | 9    |
| Belgia U-19      | 3 | 2 | 0 | 1 | 9   | 3   | +6  | 6    |
| Irlandia U-19    | 3 | 1 | 0 | 2 | 4   | 6   | -2  | 3    |
| Wyspy Owcze U-19 | 3 | 0 | 0 | 3 | 0   | 18  | -18 | 0    |

### Grupa A7
Wszystkie mecze tej grupy rozgrywane są w Albanii.
| Reprezentacja | M | W | R | P | Br+ | Br- | +/- | Pkt. |
| ------------- | - | - | - | - | --- | --- | --- | ---- |
| Serbia U-19   | 3 | 3 | 0 | 0 | 6   | 0   | +6  | 9    |
| Islandia U-19 | 3 | 1 | 1 | 1 | 7   | 5   | +2  | 4    |
| Białoruś U-19 | 3 | 1 | 1 | 1 | 3   | 4   | -1  | 4    |
| Szkocja U-19  | 3 | 0 | 0 | 3 | 3   | 10  | -7  | 0    |

### Grupa B1
| Reprezentacja   | M | W | R | P | Br+ | Br- | +/- | Pkt. |
| --------------- | - | - | - | - | --- | --- | --- | ---- |
| Szwajcaria U-19 | 3 | 3 | 0 | 0 | 35  | 0   | +35 | 9    |
| Albania U-19    | 3 | 2 | 0 | 1 | 4   | 5   | -1  | 6    |
| Cypr U-19       | 3 | 1 | 0 | 2 | 4   | 19  | -15 | 3    |
| Litwa U-19      | 3 | 0 | 0 | 3 | 3   | 22  | -19 | 0    |

### Grupa B2
Wszystkie mecze tej grupy rozgrywane są w Bośni i Hercegowinie.
| Reprezentacja             | M | W | R | P | Br+ | Br- | +/- | Pkt. |
| ------------------------- | - | - | - | - | --- | --- | --- | ---- |
| Bośnia i Hercegowina U-19 | 2 | 2 | 0 | 0 | 13  | 0   | +13 | 6    |
| Estonia U-19              | 2 | 1 | 0 | 1 | 9   | 1   | +8  | 3    |
| Gibraltar U-19            | 2 | 0 | 0 | 2 | 0   | 21  | -21 | 0    |
| Liechtenstein U-19        | 0 | 0 | 0 | 0 | 0   | 0   | 0   | 0    |

### Grupa B3
| Reprezentacja    | M | W | R | P | Br+ | Br- | +/- | Pkt. |
| ---------------- | - | - | - | - | --- | --- | --- | ---- |
| Słowenia U-19    | 3 | 3 | 0 | 0 | 21  | 3   | +18 | 9    |
| Kosowo U-19      | 3 | 2 | 0 | 1 | 8   | 5   | +3  | 6    |
| Mołdawia U-19    | 3 | 0 | 1 | 2 | 1   | 10  | −9  | 1    |
| Azerbejdżan U-19 | 3 | 0 | 1 | 2 | 0   | 12  | −12 | 1    |

### Grupa B4
Wszystkie mecze tej grupy rozgrywane są w Armenii.
| Reprezentacja           | M | W | R | P | Br+ | Br- | +/- | Pkt. |
| ----------------------- | - | - | - | - | --- | --- | --- | ---- |
| Ukraina U-19            | 3 | 3 | 0 | 0 | 14  | 1   | +13 | 9    |
| Macedonia Północna U-19 | 3 | 2 | 0 | 1 | 11  | 2   | +9  | 6    |
| Armenia U-19            | 3 | 1 | 0 | 2 | 1   | 12  | -11 | 3    |
| Luksemburg U-19         | 3 | 0 | 0 | 3 | 0   | 11  | -11 | 0    |

### Grupa B5
| Reprezentacja  | M | W | R | P | Br+ | Br- | +/- | Pkt. |
| -------------- | - | - | - | - | --- | --- | --- | ---- |
| Chorwacja U-19 | 3 | 3 | 0 | 0 | 15  | 2   | +13 | 9    |
| Bułgaria U-19  | 3 | 1 | 1 | 1 | 5   | 5   | 0   | 4    |
| Łotwa U-19     | 3 | 0 | 2 | 1 | 1   | 6   | -5  | 2    |
| Gruzja U-19    | 3 | 0 | 1 | 2 | 1   | 9   | -8  | 1    |

### Grupa B6
| Reprezentacja   | M | W | R | P | Br+ | Br- | +/- | Pkt. |
| --------------- | - | - | - | - | --- | --- | --- | ---- |
| Słowacja U-19   | 2 | 1 | 1 | 0 | 9   | 3   | +6  | 4    |
| Rumunia U-19    | 2 | 1 | 1 | 0 | 4   | 3   | +1  | 4    |
| Kazachstan U-19 | 2 | 0 | 0 | 2 | 0   | 7   | −7  | 0    |

### Klasyfikacja II miejsc Ligi B
W przypadku grup czterodrużynowych nie jest brany pod uwagę wynik z najsłabszą drużyną grupy.
| Gr. | Reprezentacja           | M | W | R | P | Br+ | Br- | +/- | Pkt. |  |
| --- | ----------------------- | - | - | - | - | --- | --- | --- | ---- |  |
| B6  | Rumunia U-19            | 2 | 1 | 1 | 0 | 4   | 3   | +1  | 4    |  |
| B2  | Estonia U-19            | 2 | 1 | 0 | 1 | 9   | 1   | +8  | 3    |  |
| B4  | Macedonia Północna U-19 | 2 | 1 | 0 | 1 | 7   | 2   | +5  | 3    |  |
| B3  | Kosowo U-19             | 2 | 1 | 0 | 1 | 5   | 5   | 0   | 3    |  |
| B1  | Albania U-19            | 2 | 1 | 0 | 1 | 2   | 4   | -2  | 3    |  |
| B5  | Bułgaria U-19           | 2 | 0 | 1 | 1 | 3   | 4   | -1  | 1    |  |

## Runda 2

### Zespoły

#### Liga A
- Anglia U-19
- Austria U-19
- Belgia U-19
- Białoruś U-19
- Bośnia i Hercegowina U-19
- Chorwacja U-19
- Czechy U-19
- Dania U-19
- Francja U-19
- Grecja U-19
- Hiszpania U-19
- Holandia U-19
- Irlandia U-19
- Islandia U-19
- Polska U-19
- Portugalia U-19
- Serbia U-19
- Szwajcaria U-19
- Szwecja U-19
- Ukraina U-19
- Węgry U-19
- Włochy U-19

#### Liga B
- Albania U-19
- Armenia U-19
- Bułgaria U-19
- Cypr U-19
- Czarnogóra U-19
- Estonia U-19
- Gibraltar U-19
- Gruzja U-19
- Irlandia Północna U-19
- Liechtenstein U-19
- Litwa U-19
- Luksemburg U-19
- Łotwa U-19
- Szkocja U-19
- Turcja U-19
- Walia U-19
- Wyspy Owcze U-19

## Strzelczynie

### 5 goli
- Vesa Sela

### 4 gole
- Clara La Cour
- Liana Joseph
- Laia Martret
- Biljana Paneska

### 3 gole
- Mia Enderby
- Valentina Mädl
- Liana Joseph
- Katla Tryggvadóttir
- Anhelina Fedorenko
- Maryna Ptytsyna
- Liliana Serbuk

### 2 gole
- Katie Watson
- Edina Avdić
- Ivona Benković
- Kristina Tekić
- Aleksandra Kelli
- Kirkeliis Lillemets
- Kaili Lilles
- Georgia Chalatsogianni
- Carla Camacho
- Vicky López
- Leonete Correia
- Nina Matejić
- Sara Stokić
- Kayla Jardine
- Diana Borovska
- Napsugár Sinka

### 1 gol
- Ava Baker
- Madison Earl
- Alexia Potter
- Poppy Pritchard
- Lusine Kostanyan
- Hannah Fankhauser
- Sarah Gutmann
- Linda Natter
- Nicole Ojukwu
- Almedina Sisic
- Alisa Ziletkina
- Valeryia Imkhovik
- Anastasiya Maher
- Hanna Siniauskaya
- Dalal Bratović
- Nina Garibija
- Jovana Novaković
- Lamija Oštraković
- Nina Pupić
- Lana Radulović
- Anna Bárková
- Monika Hlaváčová
- Barbora Kadlecová
- Lucie Krejčová
- Šarlota Truxová
- Alma Aagaard
- Ida Jørgensen
- Mie Lerche
- Emilie Luplau
- Jóhanna Sørensen
- Liselle Palts
- Marta Panova
- Helina Tarkmeel
- Lucie Calba
- Charline Coutel
- Fanny Rossi
- Niki Siafarika
- Ainhoa Alguacil
- Daniela Arques
- Marina Artero
- Lucía Corrales
- Marina
- Marisa
- Faye Loughran
- Sigdís Bárðardóttir
- Elísa Sigurjónsdóttir
- Bergdís Sveinsdóttir
- Ísabella Tryggvadóttir
- Simona Rebekka Meijer
- Jovana Pavlovska
- Aleksandra Bogucka
- Jagoda Cyraniak
- Julia Gutowska
- Wiktoria Kuprowska
- Paulina Piksa
- Magdalena Półrolniczak
- Maria Ferreira
- Marta Gago
- Neide Guedes
- Mafalda Mariano
- Luana Rafael
- Carolina Santiago
- Anđela Marković
- Nađa Uvalin
- Tiree Burchill
- Sara Frigren
- Tilda Sandén
- Klara Senelius
- Myroslava Nevar
- Viktoriia Radionova
- Lidiia Zaborovets
- Napsugár Sinka
- Erin Cesarini
- Giada Cimò
- Valentina Donolato
- Monica Renzotti

### Gole samobójcze
- Vanessa Grutop (dla  Bośni i Hercegowiny)